# Società Sportiva Nola 1990-1991
Questa voce raccoglie le informazioni riguardanti la Società Sportiva Nola nelle competizioni ufficiali della stagione 1990-1991.

## Stagione
La stagione 1990-1991 del Nola è stata la prima stagione in Serie C1; durante le gare di Coppa Italia di Serie C per la prima volta si gioca allo Stadio Comunale Piazza d'Armi con il nuovo impianto di illuminazione. I gigliati hanno concluso la stagione al 13º e quartultimo posto pari merito con Giarre e Catanzaro: a causa della sfavorevole classifica avulsa furono costretti a uno spareggio per non retrocedere contro il Catanzaro.
La gara si svolse sul neutro di Lecce e vide la vittoria dei calabri per 2-1: pochi giorni dopo, però, il Catanzaro venne penalizzato di tre punti per illecito sportivo e perciò retrocesso, mentre il Nola, classificato 13º, si salvò.
Nel corso della stagione, in particolare durante la sosta natalizia, il Nola giocò un'insolita amichevole contro la Nazionale di calcio della Romania: l'incontro si gicò a Nola il 27 dicembre 1990 e vide la vittoria dei romeni di Mircea Rădulescu per 2-0, con reti di Marius Cheregi e autogol del portiere Pescatore a seguito di un tiro di Adrian Ursea finito sul palo.
Il 1991 comincia con Mario Nusco nuovo presidente

## Divise e sponsor
| Casa |

Il Nola disputò la stagione utilizzando la classica maglia a strisce bianconere, con pantaloncini bianchi e calzettoni bianchi; la seconda divisa era costituita da una maglia gialla, con colletto blu, pantaloncini blu e calzettoni gialli.
Lo sponsor ufficiale era ECOFERT.

## Organigramma societario
- Presidente: Aniello Taurisano (fino a dicembre), Mario Nusco (da gennaio)
- Direttore Generale: Gianni Monopoli
- Direttore Sportivo: geom. Franco Napolitano
- Segretario: Salvatore Cafarelli
- Allenatore: Pietro Santin e poi Francesco Scorsa
- Allenatore in seconda: Temistocle Tomaselli
- Team Manager: Francesco Salvato
- Medico sociale: dott. Giuseppe Sasso e dott. Gaetano Profeta
- Massaggiatore: Luigi Confessore
- Sede: Piazza Duomo, 80035, Nola (NA)

## Rosa
| N. |                   | Ruolo | Calciatore              |
| -- | ----------------- | ----- | ----------------------- |
|    | Italia (bandiera) | C     | Massimiliano Calcagno   |
|    | Italia (bandiera) | A     | Emanuele Cancellato     |
|    | Italia (bandiera) | D     | Maurizio Cavallo        |
|    | Italia (bandiera) | C     | Domenico Celardo        |
|    | Italia (bandiera) | D     | Felice Centofanti       |
|    | Italia (bandiera) | A     | Carlo Collaro           |
|    | Italia (bandiera) | D     | Enzo Concina            |
|    | Italia (bandiera) | C     | Ciro Donnarumma         |
|    | Italia (bandiera) | P     | Giuseppe Fioretti       |
|    | Italia (bandiera) | C     | Angelo Galfano          |
|    | Italia (bandiera) | P     | Luigi Genovese          |
|    | Italia (bandiera) | C     | Giovanni Grande         |
|    | Italia (bandiera) | D     | Vincenzo La Manna       |
|    | Italia (bandiera) | D     | Vincenzo Lanzaro        |
|    | Italia (bandiera) | C     | Oscar Lasagni           |
|    | Italia (bandiera) | A     | Libero Daniele Manfredi |

| N. |                   | Ruolo | Calciatore         |
| -- | ----------------- | ----- | ------------------ |
|    | Italia (bandiera) | C     | Sergio Mari        |
|    | Italia (bandiera) | C     | Luciano Mauro      |
|    | Italia (bandiera) | C     | Walter Mazzarri    |
|    | Italia (bandiera) | D     | Carmelo Miceli     |
|    | Italia (bandiera) | C     | Vincenzo Modica    |
|    | Italia (bandiera) | D     | Nunzio Nusco       |
|    | Italia (bandiera) | D     | Francesco Pesacane |
|    | Italia (bandiera) | P     | Gennaro Pescatore  |
|    | Italia (bandiera) | C     | Domenico Petriello |
|    | Italia (bandiera) | A     | Riccardo Petrucci  |
|    | Italia (bandiera) | C     | Onesto Riccitelli  |
|    | Italia (bandiera) | C     | Mario Solimeno     |
|    | Italia (bandiera) | D     | Mario Somma        |
|    | Italia (bandiera) | A     | Giuseppe Troise    |
|    | Italia (bandiera) | A     | Maurizio Varriale  |

## Risultati

### Serie C1

#### Girone di andata
| Arbitro: | Zucchini (Bologna) |

|                                             |           |  |
| Zoppis 11’ Pizzoni 59’ Alberto Briaschi 75’ | Marcatori |  |

| Arbitro: | Capovilla (Verona) |

|  |           |                                 |
|  | Marcatori | 20’ Cangini 40’ Giorgio Lunerti |

| Arbitro: | Nepi (Ascoli Piceno) |

|                    |           |  |
| Gaetano Auteri 46’ | Marcatori |  |

| Nola 7 ottobre 1990 4ª giornata | Nola            | 0 – 0 | Siena | Stadio Comunale Piazza d'Armi\| Arbitro: \| Forte (Marsala) \| |
| Arbitro:                        | Forte (Marsala) |       |       |                                                                |

| Arbitro: | Colbertaldo (Bassano del Grappa) |

|                                        |           |  |
| Solimeno 60’ (aut.) Claudio Pelosi 90’ | Marcatori |  |

| Arbitro: | Carlo Dinelli (Lucca) |

|  |           |                                      |
|  | Marcatori | 60’ Marco Romiti 70’ Giuseppe Giusto |

| Arbitro: | Conocchiari (Macerata) |

|                   |           |                  |
| Ghezzi 76’ (rig.) | Marcatori | 70’ Enzo Concina |

| Arbitro: | Cavanna (Roma) |

|                                                 |           |  |
| Donnarumma 27’, 42’, 45’ (rig.), 72’ Troise 52’ | Marcatori |  |

| Arbitro: | Daniele Tombolini (Ancona) |

|                 |           |                   |
| Marco Serra 25’ | Marcatori | 59’ (rig.) Troise |

| Arbitro: | Gregori (Piacenza) |

|                             |           |           |
| Calcagno 37’ Donnarumma 66’ | Marcatori | 76’ Macri |

| Arbitro: | Arrigò (Milano) |

|             |           |  |
| Di Baia 67’ | Marcatori |  |

| Nola 9 dicembre 1990 12ª giornata | Nola                      | 0 – 0 | Battipagliese | Stadio Comunale Piazza d'Armi (3000 spett.)\| Arbitro: \| Cosimo Bolognino (Milano) \| |
| Arbitro:                          | Cosimo Bolognino (Milano) |       |               |                                                                                        |

| Arbitro: | Salerno (Acireale) |

|                   |           |              |
| Luciano Orati 14’ | Marcatori | 75’ Calcagno |

| Arbitro: | Bortoli (Schio) |

|                                                      |           |              |
| Cancellato 34’ Donnarumma 47’, 80’, 86’ Calcagno 60’ | Marcatori | 62’ Varriale |

| Arbitro: | Bertocci (Genova) |

|                       |           |                       |
| Roberto Di Nicola 28’ | Marcatori | 82’ Felice Centofanti |

| Arbitro: | Piretti (Ravenna) |

|                           |           |  |
| Calcagno 35’ Manfredi 69’ | Marcatori |  |

| Siracusa 20 gennaio 1991 17ª giornata | Siracusa          | 0 – 0 | Nola | (2500 spett.)\| Arbitro: \| Masulli (Cremona) \| |
| Arbitro:                              | Masulli (Cremona) |       |      |                                                  |

#### Girone di ritorno
| Arbitro: | Minotti (Frosinone) |

|                |           |                       |
| Riccitelli 68’ | Marcatori | 78’ (aut.) Riccitelli |

| Arbitro: | Ciambotti (Empoli) |

|                     |           |                      |
| Silvio Paolucci 32’ | Marcatori | 6’ Felice Centofanti |

| Arbitro: | Pacifici (Roma) |

|                  |           |                     |
| Enzo Concina 20’ | Marcatori | 7’ Walter Mirabelli |

| Arbitro: | Curotti (Piacenza) |

|                         |           |  |
| Pierpaolo Bresciani 89’ | Marcatori |  |

| Arbitro: | Rausa (Cosenza) |

|                |           |  |
| Cancellato 57’ | Marcatori |  |

| Arbitro: | Angelo Bonfrisco (Monza) |

|                     |           |                     |
| Giuseppe Giusto 69’ | Marcatori | 87’ Walter Mazzarri |

| Arbitro: | Zuccolini (Reggio Emilia) |

|                     |           |  |
| Walter Mazzarri 28’ | Marcatori |  |

| Arbitro: | Pontani (Verona) |

|                            |           |                     |
| Vittorio Cozzella 50’, 64’ | Marcatori | 36’ Walter Mazzarri |

| Nola 7 aprile 1991 26ª giornata | Nola                        | 0 – 0 | Casertana | Stadio Comunale Piazza d'Armi (5000 spett.)\| Arbitro: \| Libero Brignoccoli (Ancona) \| |
| Arbitro:                        | Libero Brignoccoli (Ancona) |       |           |                                                                                          |

| Arbitro: | Neri (Ascoli Piceno) |

|                                      |           |  |
| Bardi 35’ (rig.), 69’ Macrì 43’, 90’ | Marcatori |  |

| Arbitro: | Destro (Alessandria) |

|                                      |           |                                              |
| Felice Centofanti 19’ Donnarumma 60’ | Marcatori | 24’, 42’ Di Baia Massimo De Solda 45’ (rig.) |

| Arbitro: | Brancale (Latina) |

|  |           |            |
|  | Marcatori | 91’ Troise |

| Nola 12 maggio 1991 30ª giornata | Nola                  | 0 – 0 | Catanzaro | Stadio Comunale Piazza d'Armi (2000 spett.)\| Arbitro: \| Carlo Dinelli (Lucca) \| |
| Arbitro:                         | Carlo Dinelli (Lucca) |       |           |                                                                                    |

| Pozzuoli 18 maggio 1991 31ª giornata | Campania        | 0 – 0 | Nola | Stadio Domenico Conte (2000 spett.)\| Arbitro: \| Lecce (Vasquez) \| |
| Arbitro:                             | Lecce (Vasquez) |       |      |                                                                      |

| Arbitro: | Gennaro Borriello (Mantova) |

|              |           |  |
| Varriale 38’ | Marcatori |  |

| Arbitro: | Casoli (Reggio Emilia) |

|          |           |  |
| Pani 55’ | Marcatori |  |

| Arbitro: | Cosimo Bolognino (Milano) |

|                             |           |             |
| Troise 72’ Enzo Concina 72’ | Marcatori | 86’ Viscido |

#### Spareggio permanenza in C1
| Arbitro: | Pasquale Rodomonti (Teramo) |

|                                |           |            |
| Nicola Coppola 66’ Mollica 81’ | Marcatori | 11’ Troise |

### Coppa Italia Serie C

#### Fase a gironi - Girone M
| Castellammare di Stabia 19 agosto 1990 2ª giornata | Campania            | 0 – 0 | Nola | Stadio Romeo Menti\| Arbitro: \| Pisacreta (Salerno) \| |
| Arbitro:                                           | Pisacreta (Salerno) |       |      |                                                         |

| Arbitro: | Ruggieri (Nocera Inferiore) |

|               |           |  |
| Petriello 64’ | Marcatori |  |

| Arbitro: | Russo (Pescara) |

|                  |           |                                |
| Spica 82’ (rig.) | Marcatori | 17’, 77’ Collaro 40’ Petriello |

| Nola 2 settembre 1990 5ª giornata | Nola             | 0 – 0 | Ischia Isolaverde | Stadio Comunale Piazza d'Armi\| Arbitro: \| Freddi (Sassari) \| |
| Arbitro:                          | Freddi (Sassari) |       |                   |                                                                 |

| Arbitro: | Mitro (Potenza) |

|                      |           |              |
| Serra 29’ Molino 87’ | Marcatori | 16’ Calcagno |

| Arbitro: | Brancale (Latina) |

|                           |           |               |
| D'Agostino 49’ Grande 62’ | Marcatori | 68’ Calderoni |

## Statistiche

### Statistiche di squadra
| Competizione         | Punti | In casa | In casa | In casa | In casa | In casa | In casa | In trasferta | In trasferta | In trasferta | In trasferta | In trasferta | In trasferta | Totale | Totale | Totale | Totale | Totale | Totale | DR |
| Competizione         | Punti | G       | V       | N       | P       | Gf      | Gs      | G            | V            | N            | P            | Gf           | Gs           | G      | V      | N      | P      | Gf     | Gs     | DR |
| -------------------- | ----- | ------- | ------- | ------- | ------- | ------- | ------- | ------------ | ------------ | ------------ | ------------ | ------------ | ------------ | ------ | ------ | ------ | ------ | ------ | ------ | -- |
| Serie C1             | 32    | 17      | 8       | 6       | 3       | 23      | 12      | 18           | 1            | 8            | 9            | 9            | 23           | 35     | 9      | 14     | 12     | 32     | 35     | -3 |
| Coppa Italia Serie C | -     | 3       | 1       | 1       | 1       | 2       | 2       | 3            | 1            | 1            | 1            | 4            | 3            | 6      | 2      | 2      | 2      | 6      | 5      | +1 |
| Totale               | 41    | 20      | 9       | 7       | 4       | 25      | 14      | 21           | 2            | 9            | 10           | 13           | 26           | 41     | 11     | 16     | 14     | 38     | 41     | -3 |

### Statistiche dei giocatori
| Giocatore     | Serie C1 | Serie C1 | Serie C1    | Serie C1   | Coppa Italia Serie C | Coppa Italia Serie C | Coppa Italia Serie C | Coppa Italia Serie C | Totale   | Totale | Totale      | Totale     |
| Giocatore     | Presenze | Reti     | Ammonizioni | Espulsioni | Presenze             | Reti                 | Ammonizioni          | Espulsioni           | Presenze | Reti   | Ammonizioni | Espulsioni |
| ------------- | -------- | -------- | ----------- | ---------- | -------------------- | -------------------- | -------------------- | -------------------- | -------- | ------ | ----------- | ---------- |
| M. Calcagno   | 31       | 4        | ?           | 0          | 6                    | 1                    | ?                    | ?                    | 37       | 5      | ?           | 0+         |
| E. Cancellato | 22       | 2        | 3+          | 0          | 0                    | 0                    | 0                    | 0                    | 22       | 2      | 3+          | 0          |
| M. Cavallo    | 8        | 0        | ?           | 0          | 3                    | 0                    | ?                    | ?                    | 11       | 0      | ?           | 0+         |
| D. Celardo    | 1        | 0        | ?           | 0          | 2                    | 0                    | ?                    | ?                    | 3        | 0      | ?           | 0+         |
| F. Centofanti | 27       | 3        | 6+          | 0          | 0                    | 0                    | 0                    | 0                    | 27       | 3      | 6+          | 0          |
| C. Collaro    | 6        | 0        | 1+          | 0          | 6                    | 2                    | ?                    | ?                    | 12       | 2      | 1+          | 0+         |
| E. Concina    | 23       | 3        | 5+          | 1          | 0                    | 0                    | 0                    | 0                    | 23       | 3      | 5+          | 1          |
| C. Donnarumma | 27       | 8        | 2+          | 0          | 0                    | 0                    | 0                    | 0                    | 27       | 8      | 2+          | 0          |
| A. Galfano    | 6        | 0        | ?           | 0          | 5                    | 0                    | ?                    | ?                    | 11       | 0      | ?           | 0+         |
| L. Genovese   | 33       | -33      | 4+          | 0          | 6                    | -5                   | ?                    | ?                    | 39       | -38    | 4+          | 0+         |
| G. Grande     | 3        | 0        | ?           | 0          | 6                    | 1                    | ?                    | ?                    | 9        | 1      | ?           | 0+         |
| V. La Manna   | 11       | 0        | 3+          | 0          | 6                    | 0                    | ?                    | ?                    | 17       | 0      | 3+          | 0+         |
| V. Lanzaro    | 1        | 0        | 1           | 0          | 1                    | 0                    | ?                    | ?                    | 2        | 0      | 1+          | 0+         |
| O. Lasagni    | 20       | 0        | 3+          | 0          | 3                    | 0                    | ?                    | ?                    | 23       | 0      | 3+          | 0+         |
| L. Manfredi   | 15       | 1        | 2+          | 0          | 0                    | 0                    | 0                    | 0                    | 15       | 1      | 2+          | 0          |
| S. Mari       | 6        | 0        | 1+          | 0          | 6                    | 0                    | ?                    | ?                    | 12       | 0      | 1+          | 0+         |
| L. Mauro      | 15       | 0        | 4+          | 0          | 0                    | 0                    | 0                    | 0                    | 15       | 0      | 4+          | 0          |
| W. Mazzarri   | 24       | 3        | 1+          | 1          | 0                    | 0                    | 0                    | 0                    | 24       | 3      | 1+          | 1          |
| C. Miceli     | 3        | 0        | ?           | 0          | 0                    | 0                    | 0                    | 0                    | 3        | 0      | 0+          | 0          |
| V. Modica     | 2        | 0        | ?           | 0          | 0                    | 0                    | 0                    | 0                    | 2        | 0      | 0+          | 0          |
| N. Nusco      | 20       | 0        | 6+          | 0          | 4                    | 0                    | ?                    | ?                    | 24       | 0      | 6+          | 0+         |
| G. Pesacane   | 6        | 0        | 1+          | 0          | 0                    | 0                    | 0                    | 0                    | 6        | 0      | 1+          | 0          |
| G. Pescatore  | 1        | -0       | ?           | 0          | ?                    | ?                    | ?                    | ?                    | 1+       | 0+     | ?           | 0+         |
| D. Petriello  | 11       | 0        | 1+          | 0          | 6                    | 2                    | ?                    | ?                    | 17       | 2      | 1+          | 0+         |
| R. Petrucci   | 5        | 0        | ?           | 0          | 4                    | 0                    | ?                    | ?                    | 9        | 0      | ?           | 0+         |
| R. Petrucci   | 5        | 0        | ?           | 0          | 4                    | 0                    | ?                    | ?                    | 9        | 0      | ?           | 0+         |
| C. Ricchetti  | 25       | 2        | 2+          | 1          | 0                    | 0                    | 0                    | 0                    | 25       | 2      | 2+          | 1          |
| O. Riccitelli | 25       | 1        | 5+          | 0          | 0                    | 0                    | 0                    | 0                    | 25       | 1      | 5+          | 0          |
| C. Quaranta   | 0        | 0        | 0           | 0          | 4                    | 0                    | ?                    | ?                    | 4        | 0      | 0+          | 0+         |
| M. Solimeno   | 30       | 0        | 5+          | 0          | 6                    | 0                    | ?                    | ?                    | 36       | 0      | 5+          | 0+         |
| M. Somma      | 23       | 0        | 6+          | 0          | 0                    | 0                    | 0                    | 0                    | 23       | 0      | 6+          | 0          |
| G. Troise     | 23       | 5        | 2+          | 0          | 0                    | 0                    | 0                    | 0                    | 23       | 5      | 2+          | 0          |
| M. Varriale   | 14       | 1        | ?           | 0          | 0                    | 0                    | 0                    | 0                    | 14       | 1      | 0+          | 0          |
| A. Vona       | 1        | 0        | ?           | 0          | 0                    | 0                    | 0                    | 0                    | 1        | 0      | 0+          | 0          |